# Igreja de Santa Bárbara (Valeta)

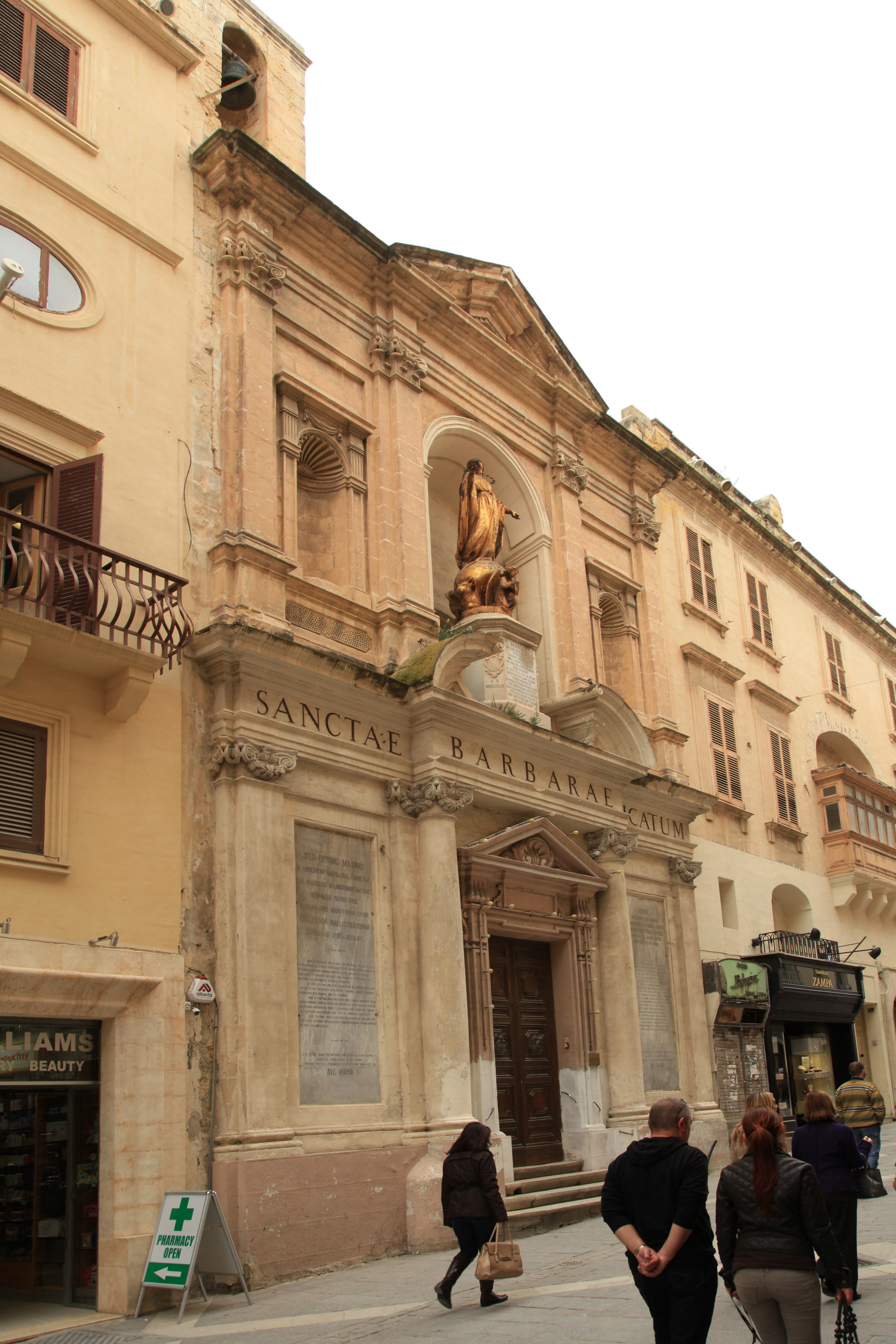
Igreja de Santa Bárbara

A Igreja de Santa Bárbara é uma igreja na cidade de Valeta, em Malta.